# استرجاع الصور
يستخدم نظام الكمبيوتر المعروف باسم نظام استرجاع الصور لتصفحها والبحث عنها واستردادها من قاعدة بيانات كبيرة للصور الرقمية. معظم الطرق التقليدية والمعروفة لاسترجاع الصور تستخدم إضافة الميتاداتا مثل التسميات التوضيحية أو الكلمات الرئيسية أو العناوين أو الأوصاف، لتمكين الاسترجاع عبر مصطلحات التعليقات التوضيحية. يستغرق التعليق التوضيحي للصور يدويًا وقتًا طويلاً ويصعب تنفيذه ويكلف الكثير من المال. لحل هذه المشكلة، تم إجراء الكثير من الأبحاث حول التعليق التوضيحي التلقائي للصور؛ من أجل معالجة هذا الأمر، تم إجراء قدر كبير من الأبحاث حول التعليق التوضيحي التلقائي للصور. بالإضافة إلى ذلك، فإن تزايد تطبيقات الويب الاجتماعية والويب الدلالي قد ألهم تطوير العديد من أدوات التعليقات التوضيحية للصور على شبكة الإنترنت.
تم تطوير أول نظام لاسترجاع الصور المستند إلى الحواسيب الصغيرة في معهد ماساتشوستس للتكنولوجيا، في التسعينيات، بواسطة بانديريدي براو هو-ميت تونغ وستوارت مادنيك.
أظهرت مقالة استقصائية عام 2008 التطورات بعد عام 2007.

## طرق البحث
يُطلق على نوع محدد من البحث عن البيانات المستخدم للعثور على الصور اسم البحث عن الصور. ستعيد الخوارزمية صورًا «مشابهة» للاستعلام إذا أدخل المستخدم كلمات رئيسية للبحث مثل كلمة رئيسية أو ملف صورة أو ارتباط أو نقر على صورة. يمكن استخدام العلامات الوصفية وتوزيع الألوان في الصور وميزات المنطقة / الشكل وأوجه التشابه الأخرى كمعايير بحث.
- البحث عن الصور الوصفية - البحث عن الصور بناءً على البيانات الوصفية المرتبطة مثل الكلمات الرئيسية والنص وما إلى ذلك.
- استرجاع الصور على أساس المحتوى (CBIR) - تطبيق رؤية حاسوبية على استرجاع الصور. يهدف CBIR إلى تجنب استخدام الأوصاف النصية وبدلاً من ذلك يسترجع الصور بناءً على أوجه التشابه في محتوياتها (الأنسجة والألوان والأشكال وما إلى ذلك) إلى صورة الاستعلام التي يوفرها المستخدم أو ميزات الصورة المحددة من قبل المستخدم.
  - قائمة محركات CBIR - قائمة المحركات التي تبحث عن محتوى مرئي للصور يعتمد على الصور مثل اللون والبنية والشكل / الكائن، إلخ.
- استكشاف مجموعة الصور - البحث عن الصور بناءً على استخدام نماذج الاستكشاف الجديدة.[4]

## نطاق البيانات
من المهم جدا فهم نطاق وطبيعة بيانات الصورة من أجل تحديد مدى تعقيد تصميم نظام البحث عن الصور. يتأثر التصميم أيضًا إلى حد كبير بعوامل مثل تنوع قاعدة المستخدمين وحركة مرور المستخدم المتوقعة لنظام بحث معين. إلى جانب هذا الجزء، يمكن تصنيف بيانات البحث عن الصور إلى الفئات التالية:
- المحفوظات - تحتوي عادة على كميات كبيرة من البيانات المتجانسة المنظمة أو شبه المنظمة المتعلقة بموضوعات محددة.
- مجموعة محددة المجال - هذه مجموعة متجانسة توفر الوصول إلى المستخدمين الخاضعين للرقابة مع أهداف محددة للغاية. أمثلة على هذه المجموعة هي قواعد بيانات الطب الحيوي والصورة الفضائية.
- مجموعة المؤسسة - مجموعة غير متجانسة من الصور التي يمكن للمستخدمين الوصول إليها داخل شبكة إنترانت للمؤسسة. يمكن حفظ الصور في العديد من المواقع المختلفة.
- المجموعة الشخصية - تتكون عادة من مجموعة متجانسة إلى حد كبير وتكون صغيرة الحجم بشكل عام، ويمكن الوصول إليها بشكل أساسي من قبل مالكها، وعادة ما يتم تخزينها على وسائط تخزين محلية.
- الويب - يمكن الوصول إلى صور شبكة الويب العالمية لأي شخص لديه اتصال بالإنترنت. مجموعات الصور هذه شبه منظمة وغير متجانسة وذات حجم ضخم، وعادة ما يتم تخزينها في مصفوفات أقراص كبيرة.

## التقييمات
هناك أعمال تقييمية لأنظمة استرجاع الصور هدفها التحقق من أداء هذه الأنظمة وتحسينه إذا لزم الأمر.
- ImageCLEF - مسار مستمر لCross Language Evaluation Forum الذي يقيم الأنظمة باستخدام طرق استرجاع الصور النصية والصافية.
- وصول مستند إلى المحتوى إلى مكتبات الصور والفيديو - سلسلة من ورش عمل IEEE من 1998 إلى 2001.

## روابط خارجية
- Image-Net.org
- محرك البحث عن الصور VGG (VISE) : برنامج حر ومفتوح المصدر للبحث المرئي عن عدد كبير من الصور باستخدام صورة كاستعلام بحث.